# Cristian Radu
Cristian Radu (ur. 21 grudnia 1996) – rumuński bobsleista i lekkoatleta, specjalizujący się w biegach sprinterskich, zimowy olimpijczyk z Pekinu 2022.

## Kariera
Reprezentował Rumunię zarówno w biegach lekkoatletycznych jak i w bobslejach. Większe osiągnięcia ma w tej drugiej dyscyplinie, w której jest członkiem czwórki, w skład której wchodzą również Ciprian Nicolae Daroczi, Raul Constantin Dobre i Mihai Cristian Tentea.

## Udział w zawodach międzynarodowych

### Bobsleje
| Impreza                     | Rok  | Gospodarz    | Konkurencja | Miejsce |                      |      |       |         |     |
| --------------------------- | ---- | ------------ | ----------- | ------- | -------------------- | ---- | ----- | ------- | --- |
| Impreza                     | Rok  | Gospodarz    | Konkurencja | Miejsce | Igrzyska olimpijskie | 2022 | Pekin | czwórki | 13. |
| Mistrzostwa świata          | 2020 | Altenberg    | czwórki     | 19.     |                      |      |       |         |     |
| Mistrzostwa świata          | 2021 | Altenberg    | czwórki     | DNS     |                      |      |       |         |     |
| Mistrzostwa Europy          | 2021 | Winterberg   | czwórki     | 11.     |                      |      |       |         |     |
| Mistrzostwa Europy          | 2022 | Sankt Moritz | czwórki     | 15.     |                      |      |       |         |     |
| Mistrzostwa świata juniorów | 2020 | Winterberg   | czwórki     | 12.     |                      |      |       |         |     |
| Mistrzostwa świata juniorów | 2021 | Sankt Moritz | czwórki     | 6.      |                      |      |       |         |     |

### Lekkoatletyka
Na Mistrzostwach Europy U23 w 2017 był członkiem sztafety rumuńskiej w biegu na 4x400 m, która zajęła ósme miejsce.